# Rüschegg
Rüschegg (toponimo tedesco) è un comune svizzero di 1 630 abitanti del Canton Berna, nella regione di Berna-Altipiano svizzero (circondario di Berna-Altipiano svizzero).

## Storia
Il comune di Rüschegg è stato istituito nel 1860 per scorporo da quello di Guggisberg.

## Monumenti e luoghi d'interesse

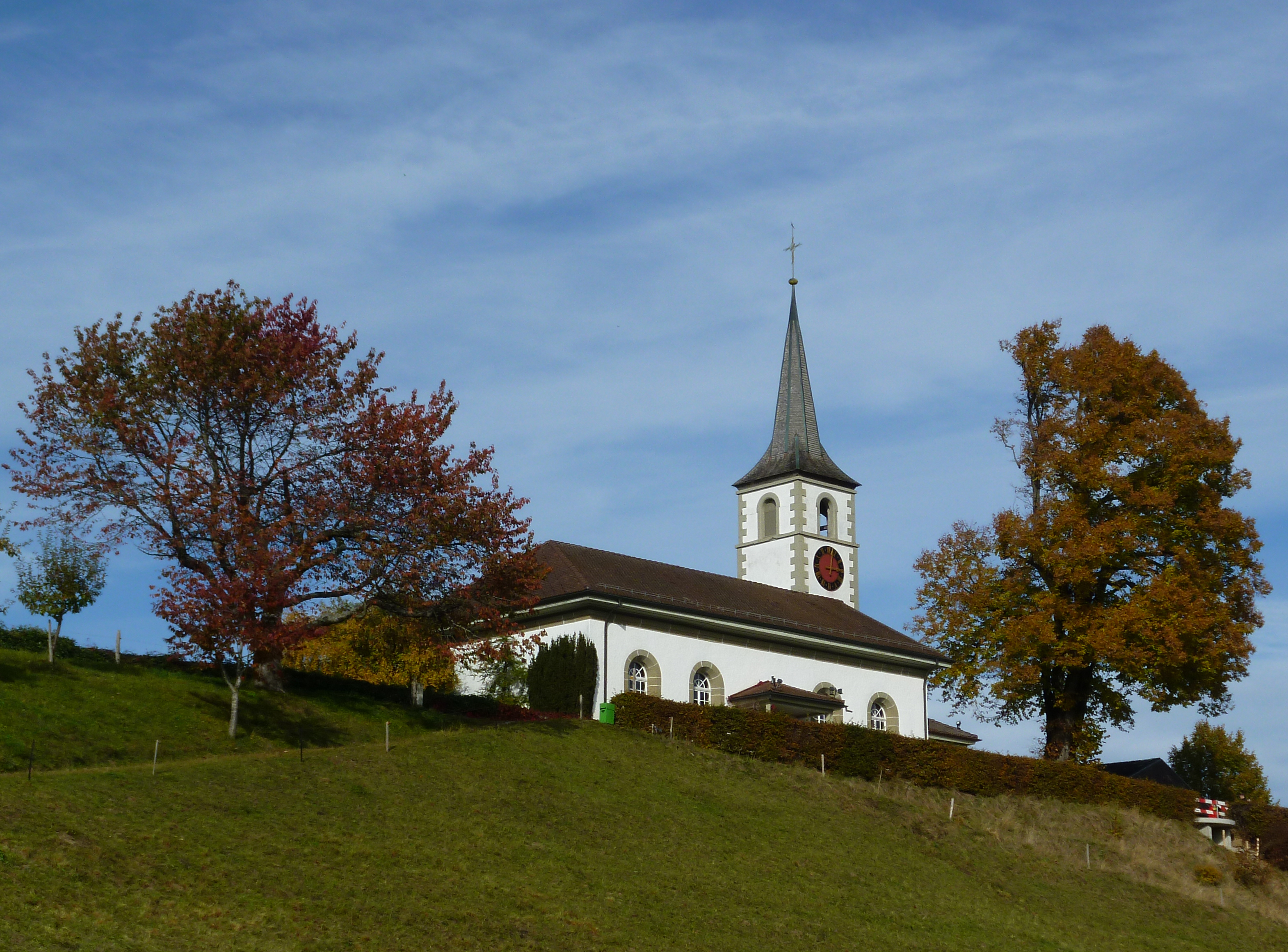
La chiesa riformata

- Chiesa riformata, eretta nel 1813[1].

## Società

### Evoluzione demografica
L'evoluzione demografica è riportata nella seguente tabella:
Abitanti censiti

## Geografia antropica

### Frazioni
- Gambach
- Graben
- Heubach
- Hirschhorn
- Längeneybad
- Schwefelbergbad

## Economia

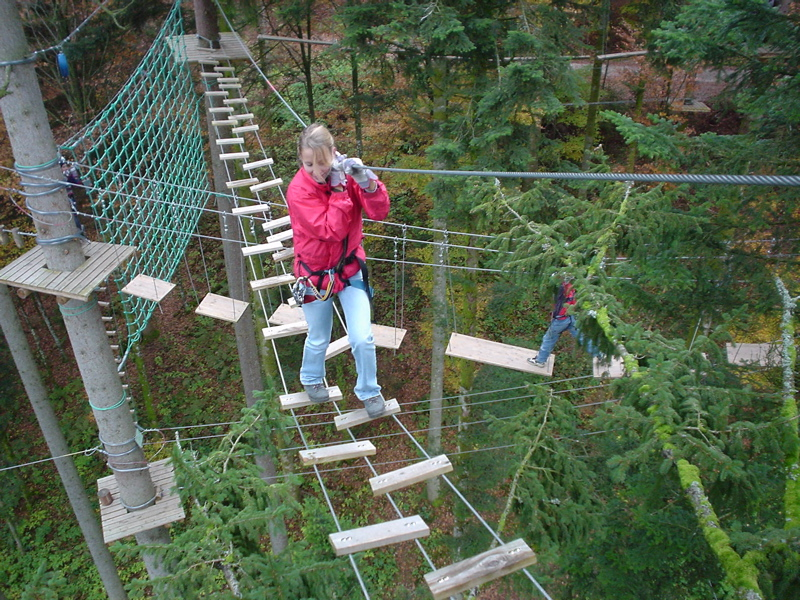
Il parco avventura Seilpark

Rüschegg è una località turistica: le frazioni di Schwefelbergbad e di Längeneybad sono stazioni termali sviluppatesi rispettivamente dal 1803 e dal 1850, mentre nel corso del XX secolo il monte Gantrisch è stato attrezzato per la pratica di sci, escursionismo e arrampicata e con il parco avvenutra Seilpark.

## Amministrazione
Ogni famiglia originaria del luogo fa parte del cosiddetto comune patriziale e ha la responsabilità della manutenzione di ogni bene ricadente all'interno dei confini del comune.